# 小尚站
小尚站是位于河南沁阳市王庄乡的一个铁路车站，邮政编码454562。车站建于1969年，有焦柳铁路、侯月铁路经过该站，现仅办理货运业务，不办理客运业务。车站距离月山站5公里，隶属郑州铁路局，是五等站，本站及相邻上下行区间均为电气化区段。